# Alpes-de-Haute-Provence
Alpes-de-Haute-Provence (okcitansko Aups d'Auta Provença, oznaka 04) so francoski departma, ki se nahaja na jugovzhodu države ob meji z Italijo. 

## Zgodovina
Prvotni departma Nord-de-Provence, preimenovan v Visoko Provanso in Spodnje Alpe je bil ustanovljen v času francoske revolucije 4. marca 1790. 8. decembra 1793 se je iz delov departmajev Bouches-du-Rhône, Drôme in Spodnjih Alp izločil novoustanovljeni departma Vaucluse. Ostali del Spodnjih Alp se je 13. aprila 1970 preimenoval v sedanje ime.

## Geografija
Alpes-de-Haute-Provence (Alpe Visoke Provanse) se nahajajo v osrednjem delu regije Provansa-Alpe-Azurna obala ob meji z Italijo na vzhodu. Na jugu mejijo z departmajema Alpes-Maritimes in Varom, na zahodu na Vaucluse, na severozahodu na departma regije Rona-Alpe Drôme, na severu pa na pa na Visoke Alpe.